# Teddy Buckner
John Edward „Teddy“ Buckner (* 16. Juli 1909 in Sherman, Texas; † 22. September 1994 in Los Angeles, Kalifornien) war ein amerikanischer Trompeter und Sänger des Dixieland.
Buckner spielte Anfang der 1930er-Jahre an der Westküste (u. a. bei Edythe Turnham sowie bei Sonny Clay in Los Angeles), 1934 in Shanghai mit Buck Clayton und danach u. a. mit Benny Carter (1945 bis 1948), Lionel Hampton (1947/48) und Horace Henderson. Von 1949 bis 1954 war er in der Creole Jazz Band von Kid Ory und leitete von 1954 bis 1966 eine eigene Band, der zeitweise auch Pud Brown angehörte. 1958 trat er mit Sidney Bechet in Frankreich auf. Von 1965 bis 1981 spielte er in Disneyland im New Orleans Square. Er nahm unter eigenem Namen für das Label GNP/Crescendo auf.
Buckner spielte auch mit dem Bluesmusiker T-Bone Walker und hatte einige Nebenrollen als Schauspieler, z. B. in „They Shoot Horses, Don’t They?“ von Sydney Pollack als Mitglied der Band. Dabei spielte er auch bisweilen Kornett, z. B. in „Pennies from Heaven“, „St.Louis Blues“ (1958), „Pete Kelly’s Blues“ (1955, von Jack Webb).